# Маньяни, Анна
А́нна Манья́ни (итал. Anna Magnani; 7 марта 1908, Рим — 26 сентября 1973, там же) — итальянская актриса, достигшая мировой славы благодаря органичному исполнению трагикомических ролей женщин из низших слоёв общества в фильмах режиссёров-неореалистов.
Первая итальянская актриса, удостоенная «Оскара» за лучшую женскую роль.

## Биография
Покинутая на произвол судьбы сначала отцом, а потом и матерью, которая вновь вышла замуж и уехала с мужем в Египет, Анна Маньяни была воспитана родителями матери в трущобах Рима. Некоторое время девушка посещала актерскую школу драматического искусства Элеоноры Дузе и была принят в знаменитую труппу Веры Вергани, с которой в 1928 году Анна отправилась на гастроли в Аргентину. В Буэнос-Айресе она познакомилась с молодым пианистом Карло Джекки и влюбилась, но жених погиб в автокатастрофе.  
В 1928 году потеряла бабушку Марину Маньяни и позже перебралась в Сан-Ремо, где выступала в ночных кафе и варьете с малопристойными незамысловатыми куплетами песен. Там она привлекла внимание кинорежиссёра Гоффредо Алессандрини, разглядевшего в Маньяни итальянскую Эдит Пиаф — с французской шансонье Маньяни сближал не только взрывной темперамент, но и отсутствие традиционных задатков актёрской красивости — она была полноватой и невысокого роста.  
В 1934 году Анна снялась в кино в фильме "Слепая из Сорренто", а в 1938 году Маньяни сыграла княжну Тараканову в одноимённом фильме Марио Сольдати, однако наибольший успех долгое время сопутствовал ей на театральных подмостках. Появления в кино были эпизодическими; свою самую яркую довоенную роль она сыграла в «Терезе-Пятнице» начинающего Витторио де Сика (1941).
В 1942 году после рождения сына Луки актриса на год отошла от работы. Несмотря на её романы с другими мужчинами, брак с Алессандрини не распался до 1950 года. 

Сама она признавала, что
«женщины вроде меня подчиняются только тем мужчинам, которые способны властвовать ими; я же никогда не встречала того, кто бы мог властвовать мной».
В 1945 году на Маньяни неожиданно обрушилась всемирная слава. В эпохальном фильме Роберто Росселлини «Рим, открытый город» она сыграла беременную вдову, трагически заканчивающую свою жизнь в занятом фашистами Риме. Сцена смерти её героини остаётся одним из величайших достижений в истории кинематографа. Зарубежных критиков в Маньяни особенно поразило отсутствие гламурности при вулканическом актёрском темпераменте. Её стали наперебой приглашать в неореалистические кинопроекты, и вскоре она стала лицом итальянского кинематографа.
Много споров вызвала её роль в «Любви» Росселлини (1948), где она сыграла простодушную крестьянку, ставшую жертвой насилия со стороны проходимца, принятого ею за святого (его сыграл Феллини).
В фильмах конца 1940-х и начала 1950-х годов Анне Маньяни удалось воплотить широчайший спектр человеческих эмоций — от душевной муки и глубочайшего горя до бесшабашной комедии. Зачастую этот переход совершается в рамках одного фильма, как, например, в «Депутатке Анджелине» Луиджи Дзампы (1947). За главную роль в этой ленте она была удостоена первой премии Венецианского фестиваля. После разрыва отношений с Росселлини (который увлёкся Ингрид Бергман) актриса с успехом снималась у Висконти («Самая красивая», 1951) и Жана Ренуара («Золотая карета», 1953), причём последний провозгласил её величайшей актрисой, с которой ему довелось работать.
У нее появилось много денег: она могла теперь смело выторговывать себе крупные гонорары. Ее домом стал княжеский дворец Альтьери. Но воспоминания о нищем детстве все еще тревожили звезду «Рима, открытого города». Анна, как безумная, скупала недвижимость в родном городе и сдавала ее внаем. Вряд ли она нуждалась в этих деньгах. Но лишние средства стали единственным способом унять детские страхи...

Режиссер Жан Ренуар писал об Анне:
«...реализм, позволяющий ей создавать народные образы с поразительной трагической выразительностью, и врожденное благородство, аристократизм, благодаря которым она во дворце выглядит так же естественно, как и на грубо сколоченных подмостках провинциального театрика».
В середине 50-х итальянский неореализм вступает в полосу кризиса, а к Маньяни начинают поступать заманчивые предложения с заокеанской «фабрики грёз». Полушутя актриса заявляет, что ей «до смерти надоели роли истеричных, крикливых представительниц рабочего класса».
Драматург Теннесси Уильямс написал для неё пьесу «Татуированная роза», но Анна отказалась играть на Бродвее, ссылаясь на плохое знание английского. Тем не менее, она согласилась сыграть в киноверсии пьесы, и эта работа принесла ей «Оскар» за лучшую женскую роль.
В 1957 году Маньяни приняла предложение Джорджа Кьюкора и вернулась в Голливуд для съёмок в кинодраме «Дикий ветер», за которую вновь была номинирована на «Оскар». Среди её кинопартнёров тех лет — Джульетта Мазина, Марлон Брандо, Берт Ланкастер.

Среди поздних работ Анны Маньяни особняком стоит остросоциальная роль в «Маме Роме» (1962) Пазолини, которая прославила её в СССР. В нашей стране она гастролировала в 1965 году, а четыре года спустя снялась у Франко Дзеффирелли в «Волчице».
"Не знаю, отчего гримеры прилагают столько усилий, чтобы скрыть мои морщины. Знали бы они, сколько горя и сколько боли мне пришлось пережить, прежде чем они появились",
 - говорила актриса, когда фотографы пытались подретушировать ее темные круги под глазами и ранние морщинки.
С начала 1970-х годов актриса снималась в основном на телевидении; бесспорной удачей явилась великолепно сыгранная главная роль в драме «Певичка» Альфредо Джанетти (1971).

Её последним фильмом стал «Рим» Феллини (1972), где она снялась в эпизоде. Федерико Феллини, снявший Анну в своей культовой картине, сказал: 
"Лицо Маньяни, действительно кажется разрушенным бурей или каким-то стихийным бедствием. Поэтому ее лицо - скорее пейзаж, чем лицо. Вглядываясь в него, видишь тысячелетия и страданий, и счастливых поворотов судьбы".
В эти годы здоровье великой актрисы оставляло желать лучшего, у неё был диагностирован рак поджелудочной железы. В своём последнем интервью она сказала:
"Конечно, мне страшно. Я всё время думаю о ней, о смерти… Умирать после рождения - несправедливо. Умереть означает конец. Почему это должно заканчиваться?.."
Анна Маньяни скончалась 26 сентября 1973 году в Риме на 66 году жизни. Её похороны прошли при огромном стечении народа и стали событием национальной жизни. Она была временно похоронена на римском кладбище Кампо Верано, в семейной усыпальнице Росселлини, с которым примирилась за несколько лет до смерти; затем прах актрисы был перенесён на коммунальное кладбище в Сан-Феличе-Чирчео.

## Семья
Муж (с 1935 по 1950 год) —  Гоффредо Алессандрини (1904—1978), итальянский кинорежиссер.
- Сын — Лука Маньяни (род. 1942), стал инвалидом, переболев в детском возрасте полиомиелитом. Биологический отец — Массимо Серрато (1917—1989), итальянский актер.
  - Внучка — Оливия Маньяни (род. 1975), итальянская актриса.

С 1945 по 1951 год состояла в романтических отношениях с итальянским кинорежиссером Роберто Росселини (1906—1977).

## Премии
- Венецианский кинофестиваль 1947 — «Кубок Вольпи за лучшую женскую роль» («Депутатка Анджелина»)
- Оскар 1956 — «Лучшая актриса» («Татуированная роза»)
- Золотой глобус 1956 — «Лучшая актриса в драме» («Татуированная роза»)
- BAFTA 1957 — «Лучшая иностранная актриса» («Татуированная роза»)
- Берлинский кинофестиваль 1958 — «Премия «Серебряный медведь» за лучшую женскую роль» («Дикий ветер»)

## Фильмография
| Год  |    | Русское название          | Оригинальное название           | Роль                              |
| ---- | -- | ------------------------- | ------------------------------- | --------------------------------- |
| 1934 | ф  | Предельная скорость       | Tempo massimo                   | Эмилия, горничная                 |
| 1934 | ф  | Слепая из Сорренто        | La Cieca di Sorrento            | Анна, любовница Эрнесто           |
| 1936 | ф  | Кавалерия                 | Cavalleria                      | Фанни                             |
| 1938 | ф  | Княжна Тараканова         | La Principessa Tarakanova       | Мариетта, горничная               |
| 1940 | ф  | Беглянка                  | La Fuggitiva                    | Ванда Рени                        |
| 1940 | ф  | Светильник в окне         | Una Lampada alla finestra       | Ивона, любовница Макса            |
| 1941 | ф  | Тереза-Пятница            | Teresa Venerdì                  | Маддалена Тинтини / Лоретта Прима |
| 1943 | ф  | Кампо де фьори            | Campo de' fiori                 | Элида                             |
| 1945 | ф  | Рим, открытый город       | Roma, città aperta              | Пина                              |
| 1946 | ф  | Бандит                    | Il bandito                      | Лидия                             |
| 1947 | ф  | Депутатка Анджелина       | L'onorevole Angelina            | Анжелина Бьянки                   |
| 1948 | ф  | Ассунта Спина             | Assunta Spina                   | Ассунта Спина                     |
| 1948 | ф  | Любовь                    | L' Amore                        | Женщина / Нани                    |
| 1948 | ф  | Мечты на дорогах          | Molti sogni per le strade       |                                   |
| 1950 | ф  | Вулкан                    | Vulcano                         |                                   |
| 1951 | ф  | Самая красивая            | Bellissima                      | Маддалена Чеккони                 |
| 1952 | ф  | Золотая карета            | Le carrosse d'or                | Камилла                           |
| 1952 | ф  | Красные рубашки           | Anita Garibaldi / Camicie rosse |                                   |
| 1953 | ф  | Мы — женщины              | Siamo donne                     | играет себя                       |
| 1955 | ф  | Татуированная роза        | The Rose Tattoo                 | Серафина Дель Роза                |
| 1957 | ф  | Дикий ветер               | Wild Is the Wind                | Джойя                             |
| 1959 | ф  | Ад в городе               | Nella città l'inferno           | Эгле                              |
| 1960 | ф  | Смех Джойи                | Risate di gioia                 | Джойя Фабрикотти                  |
| 1960 | ф  | Из породы беглецов        | The Fugitive Kind               | Леди Торренс                      |
| 1962 | ф  | Мама Рома                 | Mamma Roma                      | Мама Рома                         |
| 1963 | ф  | Клад Жозефы               | Le Magot de Josefa              |                                   |
| 1965 | ф  | Сделано в Италии          | Made in Italy                   | Аделина                           |
| 1969 | ф  | Тайна Санта-Виттории      | The Secret of Santa Vittoria    | Роза                              |
| 1969 | тф | 1943: Встреча             | 1943: un incontro               | Иоланда                           |
| 1971 | тф | Певичка                   | La sciantosa                    | Флора Торес, артистка оперетты    |
| 1971 | тф | Шёл год благодарения 1870 | Correva l'anno di grazia 1870   | Тереза Паренти                    |
| 1972 | тф | Автомобиль                | L'automobile                    | Анна Мастронарди                  |
| 1972 | ф  | Рим                       | Roma                            | играет себя                       |

## Память
- д/ф «Страсть Анны Маньяни» / La passione di Anna Magnani (Франция, Италия, 2019)[5][6]